# Siudi
Siudi (nep. सिउडी) – gaun wikas samiti w zachodniej części Nepalu w strefie Seti w dystrykcie Achham. Według nepalskiego spisu powszechnego z 2011 roku liczył on 964 gospodarstwa domowe i 5032 mieszkańców (2746 kobiet i 2286 mężczyzn).